# Вулиця Барбарисова (Львів)
Вулиця Барбари́сова — вулиця у Залізничному районі міста Львова, у межах колишнього селища Кам'янка. Пролягає від вулиці Шевченка до залізниці.
Вулиця отримала сучасну назву у 1958 році. До того, у складі селища Кам'янка (Баторівка), мала назву Спортивна (Спортова).
Забудова вулиці — садибна малоповерхова, 1930-х—2000-х років.